# Victor Steeman
Victor Steeman (Zevenaar, 15 juni 2000 – Faro, 11 oktober 2022) was een Nederlands motorcoureur. Hij nam deel aan het Supersport 300 World Championship. Op 8 oktober 2022 maakte hij een zware crash op het Autódromo Internacional do Algarve. Enkele dagen na het ongeluk overleed Steeman aan zijn verwondingen.

## Biografie
Steeman nam in 2016 en 2017 deel aan de FIM MotoGP Rookies Cup. In 2016 was een achtste plaats op het TT-Circuit Assen zijn beste resultaat en eindigde hij met 9 punten op plaats 21 in het kampioenschap. In 2017 eindigde hij vaker in de top 15, met een negende plaats op het Automotodrom Brno als hoogste klassering. Met 28 punten verbeterde hij zichzelf naar de achttiende plaats in de eindstand.
Steeman maakte zijn debuut in het Supersport 300 World Championship in 2018 op een KTM als vervanger van Koen Meuffels. In zijn eerste race op het Autódromo Internacional do Algarve behaalde hij zijn eerste punt met een vijftiende plaats. In 2019 werd hij de vaste coureur bij het Duitse Freudenberg KTM Junior Team. Op het Circuito Permanente de Jerez behaalde hij zijn eerste pole position, maar wist deze niet om te zetten in een overwinning. Zijn beste resultaat was een vierde plaats op Donington Park, waardoor hij met 69 punten vijfde werd in de eindstand.
In 2020 stapte Steeman over naar het Duitse IDM-kampioenschap, waarin hij op een Yamaha uitkwam in de Supersport 600-klasse. Hij behaalde pole positions op Assen en op de Hockenheimring Baden-Württemberg en behaalde een overwinning op Assen. Met 88 punten werd hij vijfde in het klassement. In 2021 keerde hij terug naar het Supersport 300 World Championship, opnieuw op een KTM bij het team Freudenberg. Hij behaalde pole positions op Assen en het Autodrom Most, en behaalde op Most zijn eerste overwinning. Met 81 punten werd hij tiende in het eindklassement.
In 2022 kwam Steeman in het Supersport 300 World Championship uit voor het Nederlandse team MTM op een Kawasaki. Hij behaalde pole positions op Assen, het Circuit de Nevers Magny-Cours en het Circuit de Barcelona-Catalunya. Ook won hij vier races op Assen, Most, Magny-Cours en Barcelona. In het laatste weekend op Portimão had hij nog kans om kampioen te worden.

## Overlijden
In de eerste race op 8 oktober 2022 raakte Steeman betrokken bij een zwaar ongeluk. Hij kwam vroeg in de race ten val, waarna hij werd aangereden door José Luis Pérez González, die vlak achter hem reed. Hij werd met de traumahelikopter naar het ziekenhuis in Faro gebracht, waar bleek dat hij onder meer zwaar hoofdletsel had opgelopen. Na afloop van het weekend bleek dat hij achter Álvaro Díaz tweede in het kampioenschap was geworden met 180 punten. Op 11 oktober overleed Steeman op 22-jarige leeftijd aan zijn verwondingen.